# Indy Racing League v roce 2000
Indy Racing League 2000 byla pátou sezónou americké Indy Racing League a 79. sezónou mistrovství nejvyšší kategorie amerických závodních jednosedadlových formulových vozů. Začala 29. ledna 2000 v Orlandu na Floridě a skončila 15. října 2000 ve Fort Worth v Texasu.
Celkovým vítězem se stal Buddy Lazier z USA, který získal 290 bodů.

## Velké ceny
| Datum        | Závod                 | Vítěz              | Vůz     | Výsledky |
| ------------ | --------------------- | ------------------ | ------- | -------- |
| 29. leden    | IRL Delphi Indy 200   | Robbie Buhl        | G-Force | Výsledky |
| 19. březen   | IRL MCI WolrdCom 200  | Buddy Lazier       | Riley   | Výsledky |
| 22. duben    | IRL Vegas Indy 300    | Al Unser Jr.       | G-Force | Výsledky |
| 28. květen   | 500 mil Indianapolis  | Juan Pablo Montoya | G-Force | Výsledky |
| 11. červen   | IRL Casino Magic 500  | Scott Sharp        | Dallara | Výsledky |
| 18. červen   | IRL Radisson 200      | Eddie Cheever      | Dallara | Výsledky |
| 15. červenec | IRL Midas 500 Classic | Greg Ray           | Dallara | Výsledky |
| 27. srpen    | IRL Belterra Indy 300 | Buddy Lazier       | Dallara | Výsledky |
| 15. říjen    | IRL Excite 500        | Scott Goodyear     | Dallara | Výsledky |

## Konečné hodnocení Světové série
1. Buddy Lazier - 290
2. Scott Goodyear - 272
3. Eddie Cheever - 257
4. Eliseo Salazar - 210
5. Mark Dismore - 202
6. Donnie Beechler - 202
7. Scott Sharp - 196
8. Robbie Buhl - 190
9. Al Unser, Jr. - 188
10. Billy Boat - 181
11. Jeff Ward - 176
12. Robby McGehee - 174
13. Greg Ray - 172
14. Stephan Gregoire - 171
15. Buzz Calkins - 145
16. Airton Daré - 142
17. Jeret Schroeder - 136
18. Sarah Fisher - 124
19. Tyce Carlson - 124
20. Jaques Lazier - 112
21. Sam Hornish, Jr. - 110
22. Shigeaki Hattori - 109
23. Davey Hamilton - 98
24. Jimmy Kite - 79
25. Juan Pablo Montoya - 54
26. Doug Didero - 43
27. Ronnie Johncox - 33
28. J.J. Yeley - 33
29. Robby Gordon - 28
30. Jason Leffler - 28
31. Niclas Jönsson - 27
32. Jimmy Vasser - 26
33. Stevie Reeves - 25
34. Robby Unser - 19
35. Scott Harrington - 17
36. Zak Morioka - 15
37. Raul Boesel - 14
38. Steve Knapp - 11
39. Bobby Regester - 10
40. John Hollansworth, Jr. - 9
41. Jon Herb- 8
42. Johnny Unser- 8
43. Roberto Guerrero- 7
44. Stan Wattles- 7
45. Jack Miller- 6
46. Billy Roe- 5
47. Richie Hearn- 3
48. Andy Hillenburg- 2
49. Lyn St. James- 1